# Han Solo kalandjai
A Han Solo kalandjai Brian Daley amerikai sci-fi regényíró trilógiája, a Csillagok háborúja fiktív univerzumában játszódik. Han Solo és Csubakka csempész napjait követi nyomon, két évvel az eredeti Csillagok háborúja-film eseményei előtt.
A könyvek 1979–1980-ban jelentek meg, így ezek az első nem filmes Star Wars-könyvek, kivéve az Erőpróbát (1978). Ezek voltak az utolsók is, egészen 1983-ig, a Lando Calrissian kalandjai trilógiáig. Mindkét trilógiát eredetileg a Del Rey, a Ballantine Books részlege adta ki. A három Han Solo-könyv 1992-ben magyarul és közös kiadásban is megjelent.
– Látsz néha valakit a régiek közül? Treggát, esetleg Vonzelt?

– Tregga kemény fizikai munkát végez az Akrűtótaron, elkapták, amikor szabadulni próbált egy rakomány chak-gyökértől. Sonniod egy kézbesítő szolgálatot indított, egyik napról a másikra él. A Brill ikrek halottak, egy űrcirkáló lőtte ki őket a Tion Fennhatóságnál. Vonzel pedig kényszerleszállást végzett, és ami megmaradt belőle, már csak egy életmentő-klinikának haszon. Egy minden igényt kielégítő szervbankká változott szegény...